# Aclytia coeruleonitans
Aclytia coeruleonitans är en fjärilsart som beskrevs av Rothschild 1912. Aclytia coeruleonitans ingår i släktet Aclytia och familjen björnspinnare. Inga underarter finns listade i Catalogue of Life.